# خط آی‌ان‌دی کالور
خط آی‌ان‌دی کالور (انگلیسی: IND Culver Line) یکی از خط‌های متروی نیویورک سیتی در بخش بروکلین است.
این خط که در سال ۱۹۱۹ تأسیس شده دارای ۲۱ ایستگاه است.

## نگارخانه

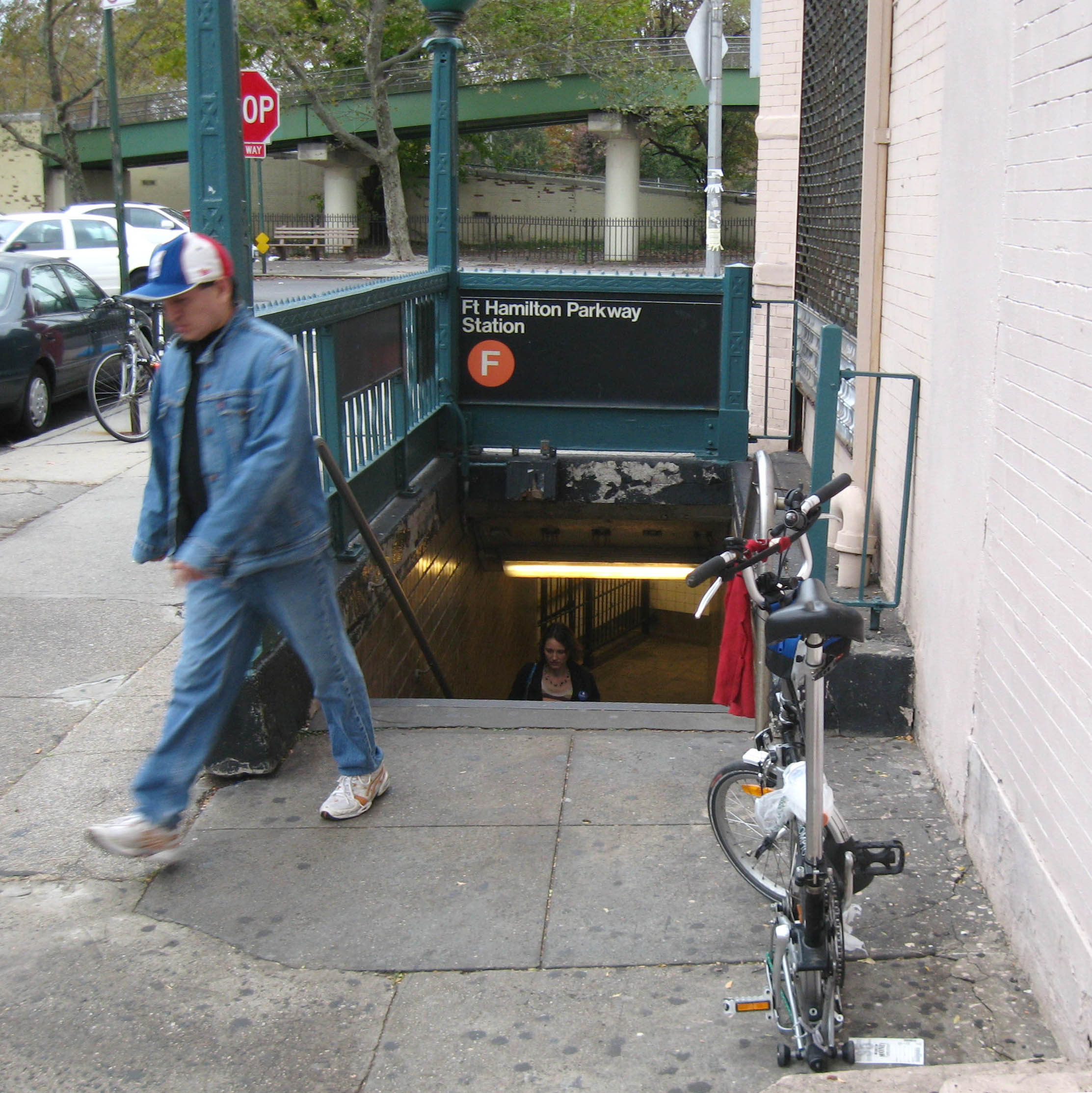
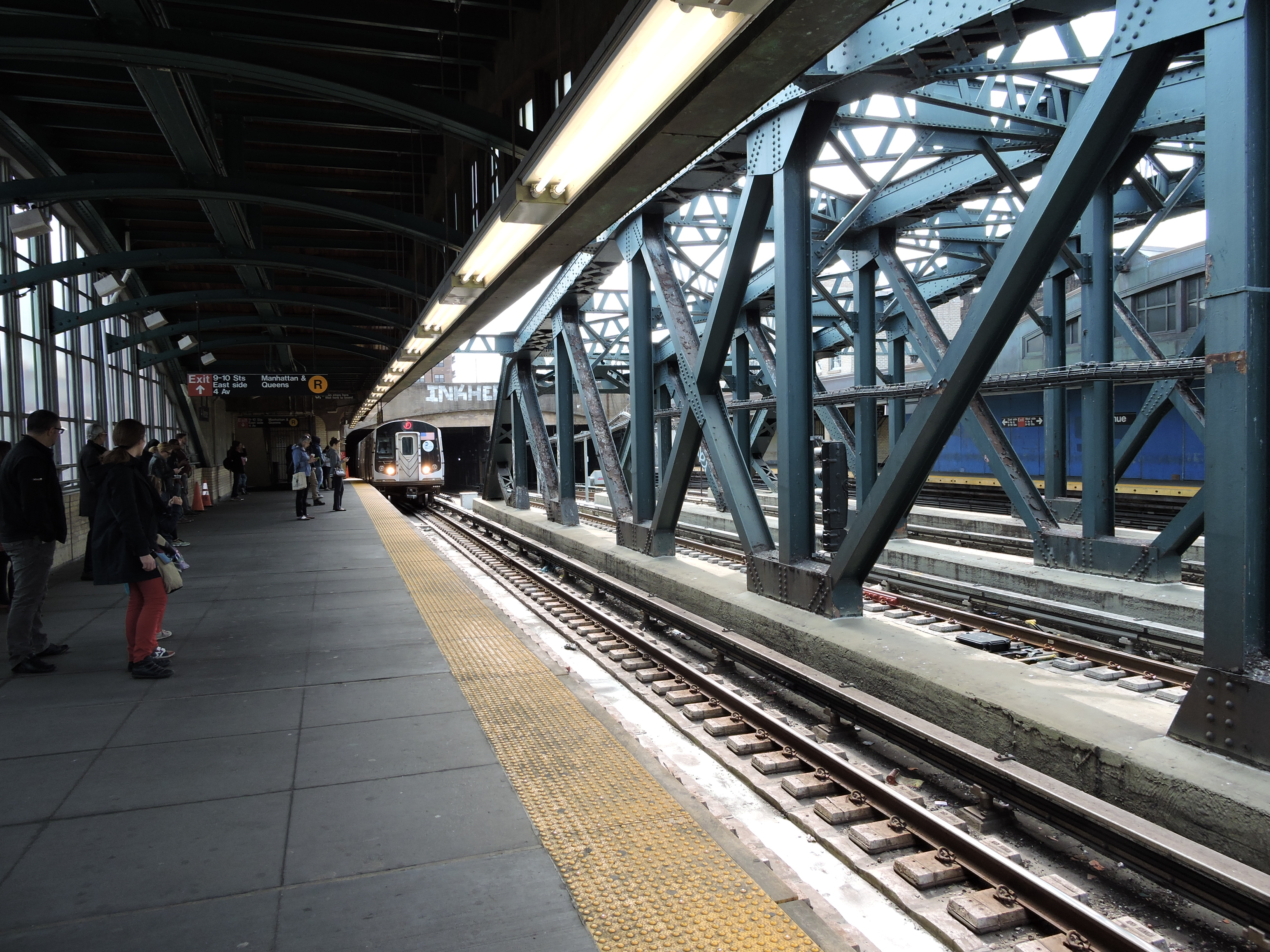
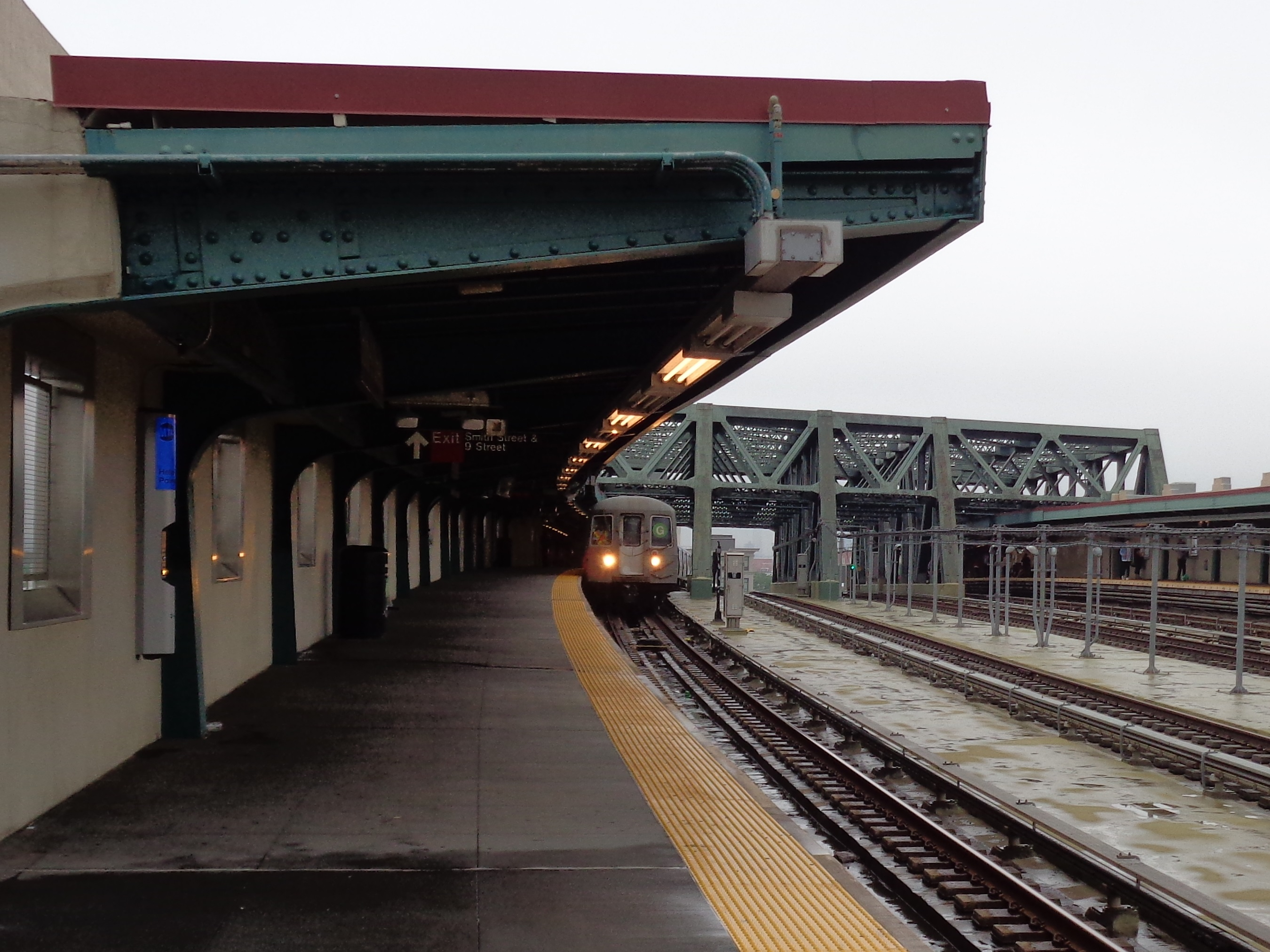
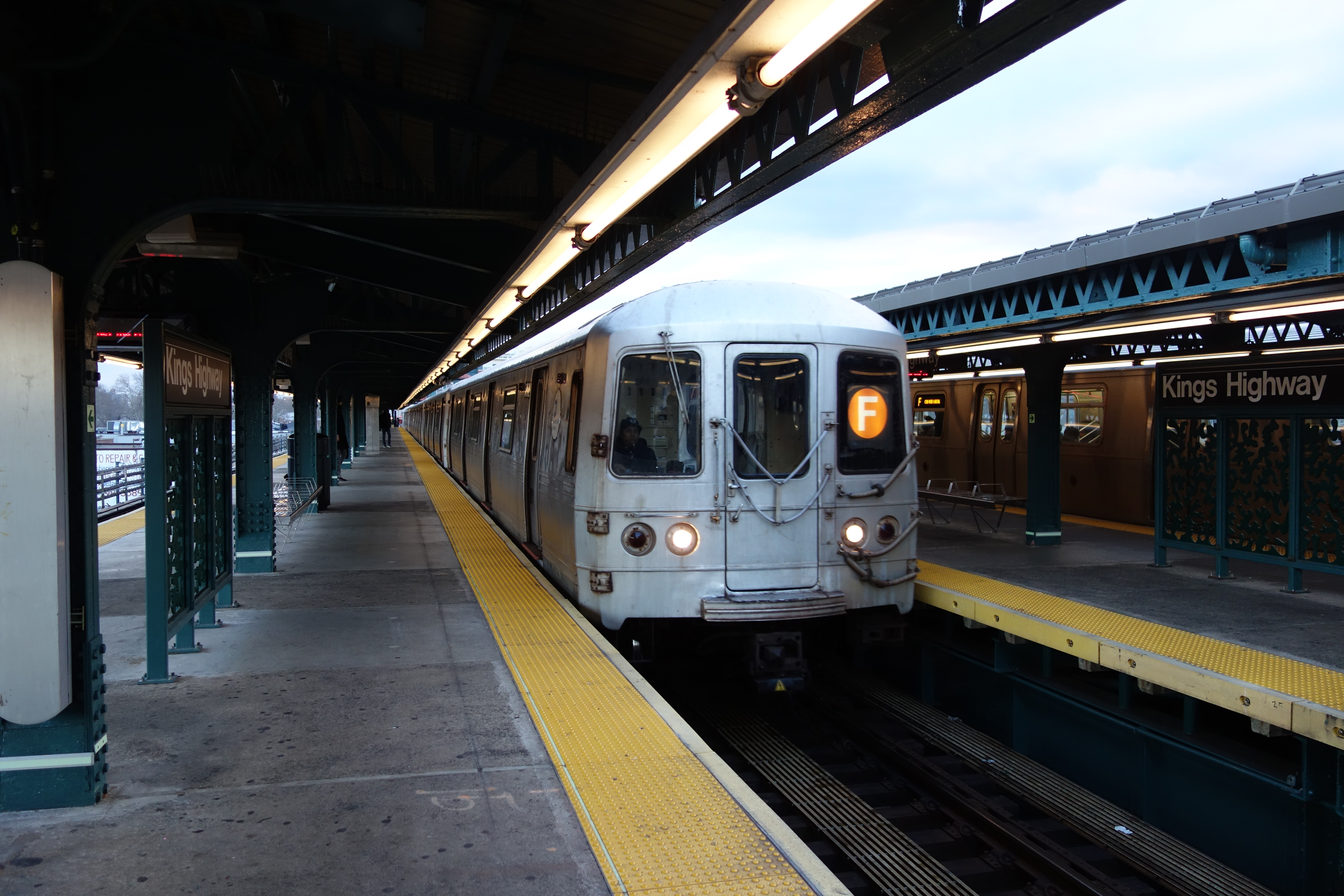